# (12001) Gasbarini
(12001) Gasbarini ist ein Asteroid des Hauptgürtels, der am 12. März 1996 vom Spacewatch am Kit-Peak entdeckt wurde.

## Namensgebung
Ron Gasbarini (* 1960) ist ein Amateurastronom, dessen Interesse an der Astronomie durch die Apollo-Missionen in den 1960er Jahren inspiriert wurde. Er war Präsident der Royal Astronomical Society of Canada's Niagara Centre.